# Vitusite-(Ce)
La vitusite-(Ce) è un minerale.